# EurAsia Cup 2014
Navigation
2016
La 1re édition de l'EurAsia Cup a eu lieu du 27 mars au 29 mars 2014 au Glenmarie Golf and Country Club de Shah Alam (près de Kuala Lumpur) en Malaisie.
La compétition opposant l'Europe contre l'Asie se termine sur le score de 10 à 10, et selon les règles du tournoi inaugural, le trophée fut partagé entre les deux équipes.

## Le format
Le tournoi se déroule dans un format de Match-play entre deux équipes de 10 joueurs représentant l'Europe et l'Asie. Le premier jour se déroule 5 matchs en Four-ball, le deuxième jour 5 matchs en Foursomes et le dernier jour 10 matchs en simple. Chaque victoire par match rapporte 1 point, et en cas d'égalité, chaque équipe marquent un demi-point.

## Le parcours
Le parcours du Glenmarie Golf and Country Club de Shah Alam lors de cette EurAsia Cup, comprend 72 trous (36 à l'aller, 36 au retour) pour une longueur totale de 6 404 mètres.
| Aller | Aller | Aller             | Retour | Retour | Retour            |
| N°    | Par   | Distance (mètres) | N°     | Par    | Distance (mètres) |
| ----- | ----- | ----------------- | ------ | ------ | ----------------- |
| 1     | 4     | 357               | 10     | 4      | 375               |
| 2     | 3     | 155               | 11     | 5      | 488               |
| 3     | 5     | 491               | 12     | 3      | 147               |
| 4     | 4     | 392               | 13     | 4      | 385               |
| 5     | 3     | 189               | 14     | 4      | 374               |
| 6     | 5     | 503               | 15     | 4      | 373               |
| 7     | 4     | 360               | 16     | 5      | 518               |
| 8     | 4     | 368               | 17     | 3      | 184               |
| 9     | 4     | 372               | 18     | 4      | 373               |
| Aller | 36    | 3 187             | Retour | 36     | 3 217             |

## Les équipes
| Asie                 | Asie                        | Europe                    | Europe                      |
| Joueur               | Note                        | Joueur                    | Note                        |
| -------------------- | --------------------------- | ------------------------- | --------------------------- |
| Thongchai Jaidee     | Capitaine Joueur            | Miguel Ángel Jiménez      | Capitaine Joueur            |
| Boonchu Ruangkit     | Vice Capitaine N'a pas joué | Des Smyth                 | Vice Capitaine N'a pas joué |
| Kiradech Aphibarnrat |                             | Thomas Bjørn              |                             |
| Gaganjeet Bhullar    |                             | Jamie Donaldson           |                             |
| Nicholas Fung        | Choix du capitaine          | Victor Dubuisson          |                             |
| Kim Kyung-sung       |                             | Gonzalo Fernández-Castaño |                             |
| Anirban Lahiri       |                             | Stephen Gallacher         |                             |
| Prayad Marksaeng     | Choix du capitaine          | Pablo Larrazábal          | Choix du capitaine          |
| Koumei Oda           |                             | Joost Luiten              |                             |
| Siddikur Rahman      |                             | Graeme McDowell           |                             |
| Hideto Tanihara      |                             | Thorbjørn Olesen          | Choix du capitaine          |

Sélection des joueurs
- L'équipe d'Asie :
  - Un capitaine : Thongchai Jaidee (Capitaine et joueur).
  - 4 meilleurs golfeurs finalistes (et disponibles) du Tour asiatique de 2013 : Kiradech Aphibarnrat (1e), Anirban Lahiri (3e), Siddikur Rahman (4e) et Gaganjeet Bhullar (5e).
  - 3 meilleurs golfeurs asiatique (et disponibles) de l’Official World Golf Ranking à la date du 2 février 2014 : Kim Kyung-sung (70e), Koumei Oda (76e), Hideto Tanihara (101e).
  - 2 joueurs issus du choix du capitaine : Nicholas Fung et Prayad Marksaeng.
  - Le capitaine participant en tant que joueur à la compétition, un vice capitaine ne jouant pas est choisi.

- L'équipe d'Europe :
  - Le capitaine : Miguel Ángel Jiménez (Capitaine et joueur).
  - 4 meilleurs golfeurs finalistes (et disponibles) de la Race to Dubai 2013 publier le 17 novembre 2014 : Graeme McDowell (4e), Jamie Donaldson (5e), Victor Dubuisson (6e), Gonzalo Fernández-Castaño (7e).
  - 4 meilleurs golfeurs européens (et disponibles) de l’Official World Golf Ranking à la date du 3 février 2014 : Thomas Bjørn (24e), Stephen Gallacher (37e), Miguel Ángel Jiménez (39e)[Notes 1] et Joost Luiten (43e).
  - 2 joueurs issus du choix du capitaine : Pablo Larrazábal et Thorbjørn Olesen.

## La compétition

### Première journée
Vendredi 27 mars 2014
| Asie                                  | Résultats       | Europe                                      |
| ------------------------------------- | --------------- | ------------------------------------------- |
| Thongchai Jaidee Kiradech Aphibarnrat | Europe : 2 et 1 | Miguel Ángel Jiménez Pablo Larrazábal       |
| Koumei Oda Hideto Tanihara            | Europe : 2 up   | Thomas Bjørn Thorbjørn Olesen               |
| Prayad Marksaeng Siddikur Rahman      | Europe : 3 et 2 | Victor Dubuisson Joost Luiten               |
| Gaganjeet Bhullar Anirban Lahiri      | Europe : 4 et 3 | Gonzalo Fernández-Castaño Stephen Gallacher |
| Kim Kyung-sung Nicholas Fung          | Europe : 3 et 1 | Graeme McDowell Jamie Donaldson             |
| 0                                     | Session         | 5                                           |
| 0                                     | Au général      | 5                                           |

### Deuxième journée
Vendredi 28 mars 2014
| Asie                                  | Résultats       | Europe                                      |
| ------------------------------------- | --------------- | ------------------------------------------- |
| Thongchai Jaidee Kiradech Aphibarnrat | Égalité         | Miguel Ángel Jiménez Pablo Larrazábal       |
| Prayad Marksaeng Kim Kyung-sung       | Asie : 4 et 3   | Thomas Bjørn Thorbjørn Olesen               |
| Koumei Oda Hideto Tanihara            | Égalité         | Gonzalo Fernández-Castaño Stephen Gallacher |
| Anirban Lahiri Siddikur Rahman        | Asie : 1 up     | Joost Luiten Victor Dubuisson               |
| Gaganjeet Bhullar Nicholas Fung       | Europe : 2 et 1 | Graeme McDowell Jamie Donaldson             |
| 3                                     | Session         | 2                                           |
| 3                                     | Au général      | 7                                           |

### Troisième journée
Samedi 29 mars 2014
| Asie                 | Résultats     | Europe                    |
| -------------------- | ------------- | ------------------------- |
| Nicholas Fung        | Europe : 1 up | Miguel Ángel Jiménez      |
| Thongchai Jaidee     | Asie : 3 et 2 | Graeme McDowell           |
| Kiradech Aphibarnrat | Asie : 2 et 1 | Thomas Bjørn              |
| Prayad Marksaeng     | Égalité       | Jamie Donaldson           |
| Kim Kyung-sung       | Asie : 4 et 2 | Pablo Larrazábal          |
| Anirban Lahiri       | Asie : 2 et 1 | Victor Dubuisson          |
| Gaganjeet Bhullar    | Asie : 4 et 3 | Thorbjørn Olesen          |
| Koumei Oda           | Europe : 1 up | Joost Luiten              |
| Hideto Tanihara      | Égalité       | Gonzalo Fernández-Castaño |
| Siddikur Rahman      | Asie : 4 et 3 | Stephen Gallacher         |
| 7                    | Session       | 3                         |
| 10                   | Au général    | 10                        |

## Autre compétition similaires
- Ryder Cup : Compétition masculine par équipes, se déroulant les années paires, sous un format similaire et mettant face à face l'Europe opposés aux États-Unis.
- Presidents Cup : Compétition masculine par équipes, se déroulant les années impaires, sous un format similaire et mettant face à face les États-Unis et une équipe Internationale non européenne.
- Seve Trophy : Compétition masculine par équipes, se déroulant les années impaires, sous un format similaire et mettant face à face le Royaume-Uni et l'Irlande opposés à l'Europe continentale.
- Royal Trophy : Compétition masculine par équipes, se déroulant tous les ans, sous un format similaire et mettant face à face l'Europe opposés à l'Asie.